# Манса (місто, Замбія)
Манса (англ. Mansa) — місто в замбійській провінції Луапула, адміністративний центр однойменного округу.

## Історія
У колоніальні часи місто мало назву Форт-Роузбері.

## Географія
Центр міста розташовується на висоті 1190 м над рівнем моря.

### Клімат
Місто знаходиться у зоні, котра характеризується вологим субтропічним кліматом. Найтепліший місяць — жовтень із середньою температурою 23.7 °C (74.7 °F). Найхолодніший місяць — липень, із середньою температурою 16.9 °С (62.4 °F).
| Клімат Манси            | Клімат Манси | Клімат Манси | Клімат Манси | Клімат Манси | Клімат Манси | Клімат Манси | Клімат Манси | Клімат Манси | Клімат Манси | Клімат Манси | Клімат Манси | Клімат Манси | Клімат Манси |
| Показник                | Січ.         | Лют.         | Бер.         | Квіт.        | Трав.        | Черв.        | Лип.         | Серп.        | Вер.         | Жовт.        | Лист.        | Груд.        | Рік          |
| Середня температура, °C | 22           | 22,2         | 22,1         | 21,6         | 19,5         | 17,1         | 16,9         | 18,9         | 22           | 23,7         | 23,1         | 22,1         | 20,9         |
| Норма опадів, мм        | 249.3        | 226.7        | 215.3        | 63           | 4.9          | 0.3          | 0.1          | 0.2          | 4.7          | 29.9         | 147          | 262.6        | 1204         |
| Днів з опадами          | 22,1         | 18,7         | 17,2         | 7,3          | 1            | 0            | 0            | 0            | 0            | 3,7          | 14,7         | 22,1         | 106,8        |
| Вологість повітря, %    | 80           | 80.1         | 77.9         | 73.6         | 66.5         | 61.1         | 57.4         | 51.3         | 45.2         | 47.7         | 63.1         | 77           | 65.1         |
| ----------------------- | ------------ | ------------ | ------------ | ------------ | ------------ | ------------ | ------------ | ------------ | ------------ | ------------ | ------------ | ------------ | ------------ |
| Джерело: Weatherbase    |              |              |              |              |              |              |              |              |              |              |              |              |              |

## Транспорт
У місті є невеликий аеропорт.

## Демографія
| 1980  | 1990  | 2000  | 2012  |
| ----- | ----- | ----- | ----- |
| 34801 | 37882 | 41059 | 45450 |